# 성경의 소리 방송
성경의 소리 방송(Bible Voice Broadcasting 약칭 BVB)은 기독교 단체에서 운영하는 국제방송이다. 한국어 방송은 매주 토, 일요일에 방송된다. 1979년에 설립되었다.

## 역사
성경의 소리 방송은, 1979년에 설립되어 중동지방에서 단파방송으로 선교를 해 온 희망의 소리(Voice of Hope)가 2000년에 선교방송을 중단하자, 영국과 캐나다에 위치해 있는 기독교 단체가 연합하여 2002년 7월 1일에 성경의 소리 방송이란 이름으로 방송을 부활시켰다.

## 한국어 방송 주파수
| 한국 표준시 | 단파 주파수 | 요일   |
| 19:45~20:30 | 5985 kHz    | 토요일 |
| 20:00~20:30 | 5985 kHz    | 일요일 |